# 北拉瑙省
北拉瑙省（英语：Lanao del Norte）是菲律宾北棉兰老省份之一，省会为图博。其中南部与南拉瑙省接壤，西部为南三宝颜省。2007年全省总人口为538283人，其中75％信仰基督教，近20%信仰伊斯兰教。经济产业主要为农业和渔业。